# Liste der Biografien/Rex
Liste der Biografien |
Portal Biografien |
Personensuche
# |
A |
B |
C |
D |
E |
F |
G |
H |
I |
J |
K |
L |
M |
N |
O |
P |
Q |
R |
S |
T |
U |
V |
W |
X |
Y |
Z |
?
 
Ra |
Rb |
Rd |
Re |
Rh |
Ri |
Rj |
Rk |
Rl |
Rm |
Rn |
Ro |
Rr |
Rs |
Rt |
Ru |
Rv |
Rw |
Rx |
Ry |
Rz
 
Rea |
Reb |
Rec |
Red |
Ree |
Ref |
Reg |
Reh |
Rei |
Rej |
Rek |
Rel |
Rem |
Ren |
Reo |
Rep |
Req |
Rer |
Res |
Ret |
Reu |
Rev |
Rew |
Rex |
Rey |
Rez
Die Liste der Biografien führt alle Personen auf, die in der deutschsprachigen Wikipedia einen Artikel haben. Dieses ist eine Teilliste mit 78 Einträgen von Personen, deren Namen mit den Buchstaben „Rex“ beginnt.

## Rex
- Rex Orange County (* 1998), englischer Musiker
- Rex the Dog (* 1974), britischer Musikproduzent
- Rex, Al (1928–2020), US-amerikanischer Country-, Rockabilly- und Rock’n’Roll-Musiker
- Rex, Annett (* 1969), deutsche Schwimmerin
- Rex, Arthur Alexander Kaspar von (1856–1926), deutscher Diplomat und Botschafter
- Rex, Astrid Fleischer (1954–2023), grönländische Politikerin und Lehrerin
- Rex, Carl (1660–1716), kursächsischer Geheimer Rat und Oberhofmeister
- Rex, Carl August von (1701–1768), kursächsischer Kabinettsminister, Konferenzminister, Geheimer Rat und Kanzler
- Rex, Dieter (1936–2002), deutscher Maler und Grafiker
- Rex, Egon Karl Kaspar von (1854–1912), deutscher Politiker, Kammerherr und Rittergutsbesitzer
- Rex, Emil (1888–1951), deutscher Politiker (CDU), MdBB
- Rex, Eugen (1884–1943), deutscher SchauspielerEugen Rex (1884–1943)

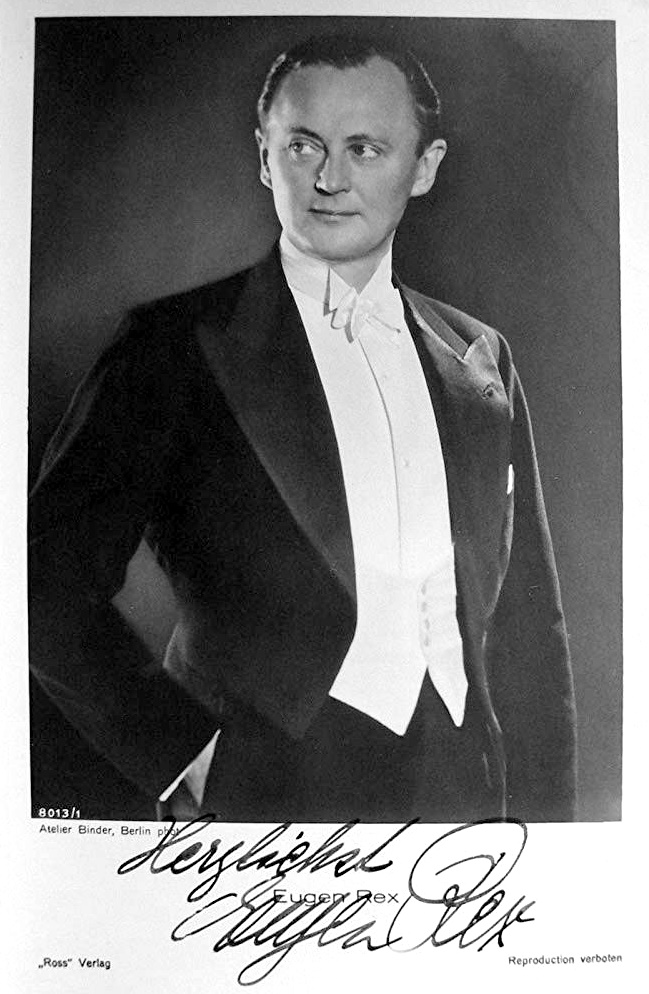
Eugen Rex (1884–1943)

- Rex, Friedemann (1931–2022), deutscher Wissenschaftshistoriker
- Rex, Friedrich Wilhelm von (1705–1763), königlich-polnischer und kurfürstlich-sächsischer Generalleutnant und Chef der Karabinergarde
- Rex, Gustav von (1845–1931), preußischer Generalleutnant
- Rex, Hartlib (1936–2009), deutscher Maler und Autor von Essays und Gedichten
- Rex, Helmut (1913–1967), deutsch-neuseeländischer Theologe
- Rex, Hermann von (1820–1886), preußischer Generalmajor
- Rex, Hermann von (1821–1901), sächsischer Generalleutnant
- Rex, Hugo (1861–1936), böhmischer Arzt
- Rex, Ina (1846–1910), deutsche Schriftstellerin
- Rex, John (1925–2011), südafrikanisch-britischer Soziologe und Hochschullehrer
- Rex, Karl August Wilhelm von (1774–1834), preußischer Generalmajor
- Rex, Karl von (1825–1905), deutscher Politiker, sächsischer Landtagsabgeordneter
- Rex, Knud (1912–1968), dänischer Schauspieler
- Rex, Laurenz (* 1999), belgischer RadrennfahrerLaurenz Rex (* 1999)

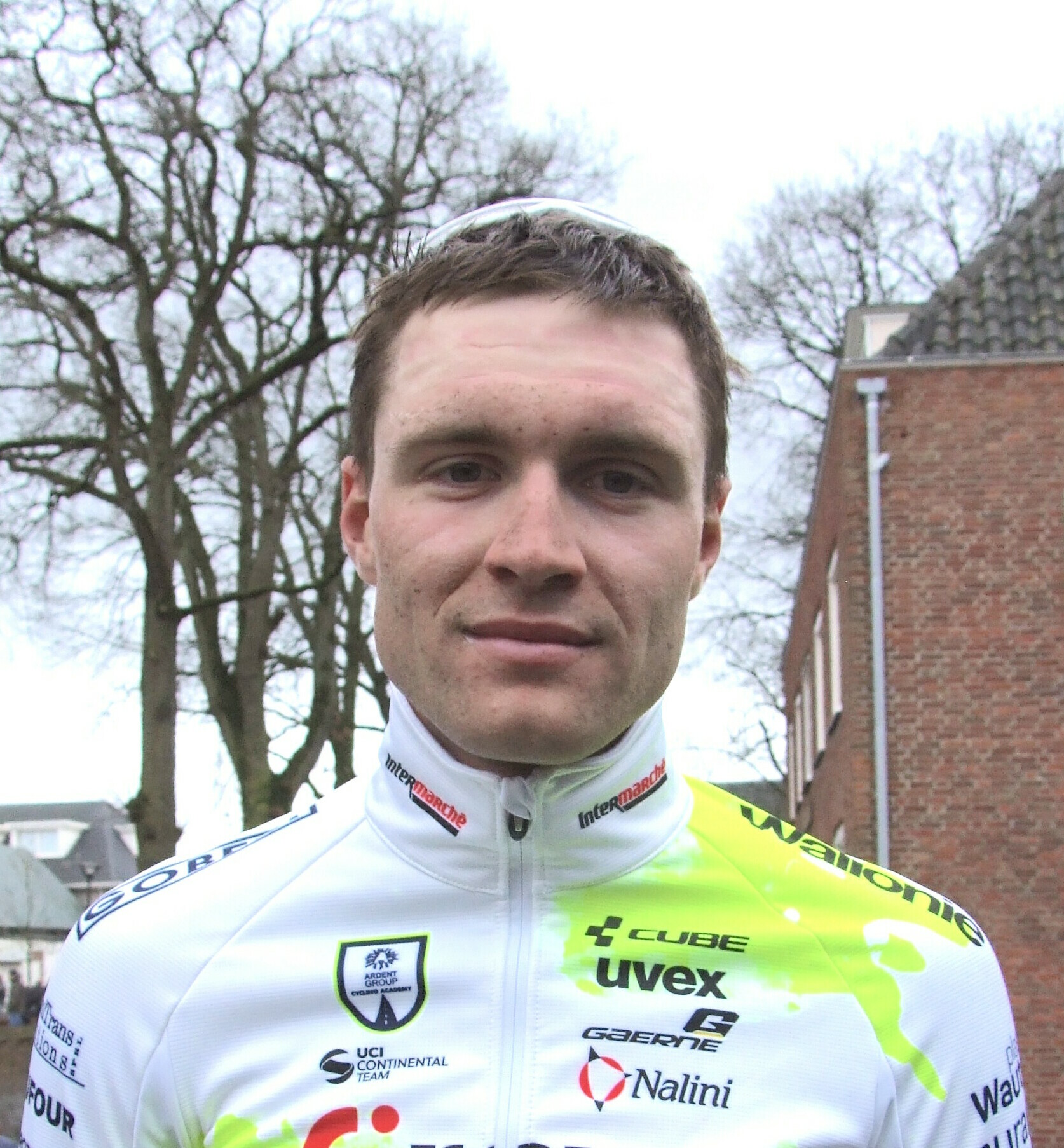
Laurenz Rex (* 1999)

- Rex, Ludwig (1875–1943), deutscher Opernsänger und Stummfilmschauspieler
- Rex, Markus (* 1966), deutscher Physiker und Hochschullehrer
- Rex, Oscar (1857–1929), österreichischer Maler
- Rex, Patricia († 2004), niueische Politikerin
- Rex, Rico (* 1976), deutscher Eiskunstläufer
- Rex, Robert (1909–1992), niueanischer Politiker
- Rex, Robert Junior († 2021), Politiker in Niue
- Rex, Rudolf von (1817–1892), preußischer Generalleutnant
- Rex, Rudolph Carl Kaspar von (1858–1916), sächsischer Wirklicher Geheimer Rat
- Rex, Simon (* 1974), US-amerikanischer SchauspielerSimon Rex (* 1974)

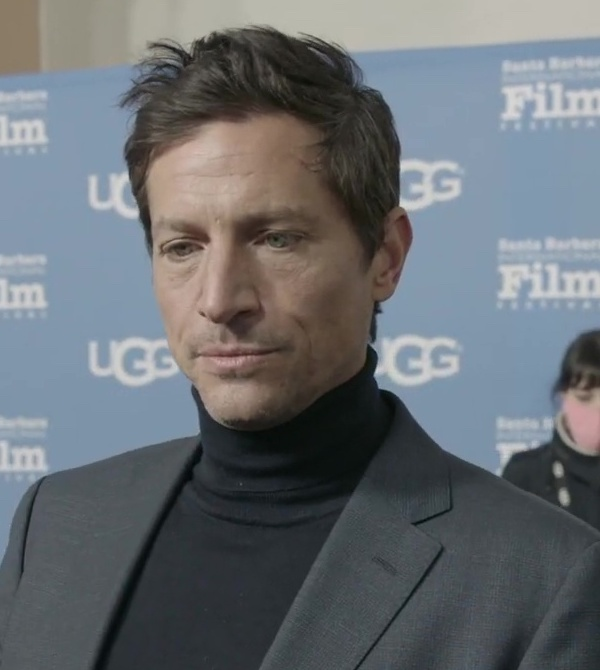
Simon Rex (* 1974)

- Rex, Sven (* 1976), deutscher Journalist und Moderator
- Rex, Wilhelm (1870–1944), deutscher Bildhauer
- Rex-Viehöver, Rut (* 1931), deutsche Sängerin und Schauspielerin

### Rexa
- Rexach, Carles (* 1947), spanischer Fußballspieler und -trainer
- Rexach, Juan, spanischer Maler
- Rexach, Sylvia (1922–1961), puerto-ricanische Sängerin, Komponistin und Songwriterin

### Rexe
- Rexed, Eva (* 1975), schwedische Schauspielerin
- Rexeis, Hans (1901–1980), österreichischer Violinist und Sänger
- Rexer, Ernst (1902–1983), deutscher Physiker
- Rexer, Florian (* 1976), deutscher Schauspieler, Regisseur und Festspielleiter der Schlossfestspiele Hagenwil am Bodensee
- Rexer, William (* 1964), US-amerikanischer Kameramann
- Rexerodt, Georg Karl (1851–1928), deutscher Unternehmer, Mitglied des Provinziallandtages der Provinz Hessen-Nassau

### Rexf
- Rexford, Bill (1927–1994), US-amerikanischer NASCAR-Rennfahrer und Meister
- Rexford, Jennifer (* 1969), US-amerikanische Informatikerin

### Rexh
- Rexha, Bebe (* 1989), US-amerikanische PopsängerinBebe Rexha (* 1989)

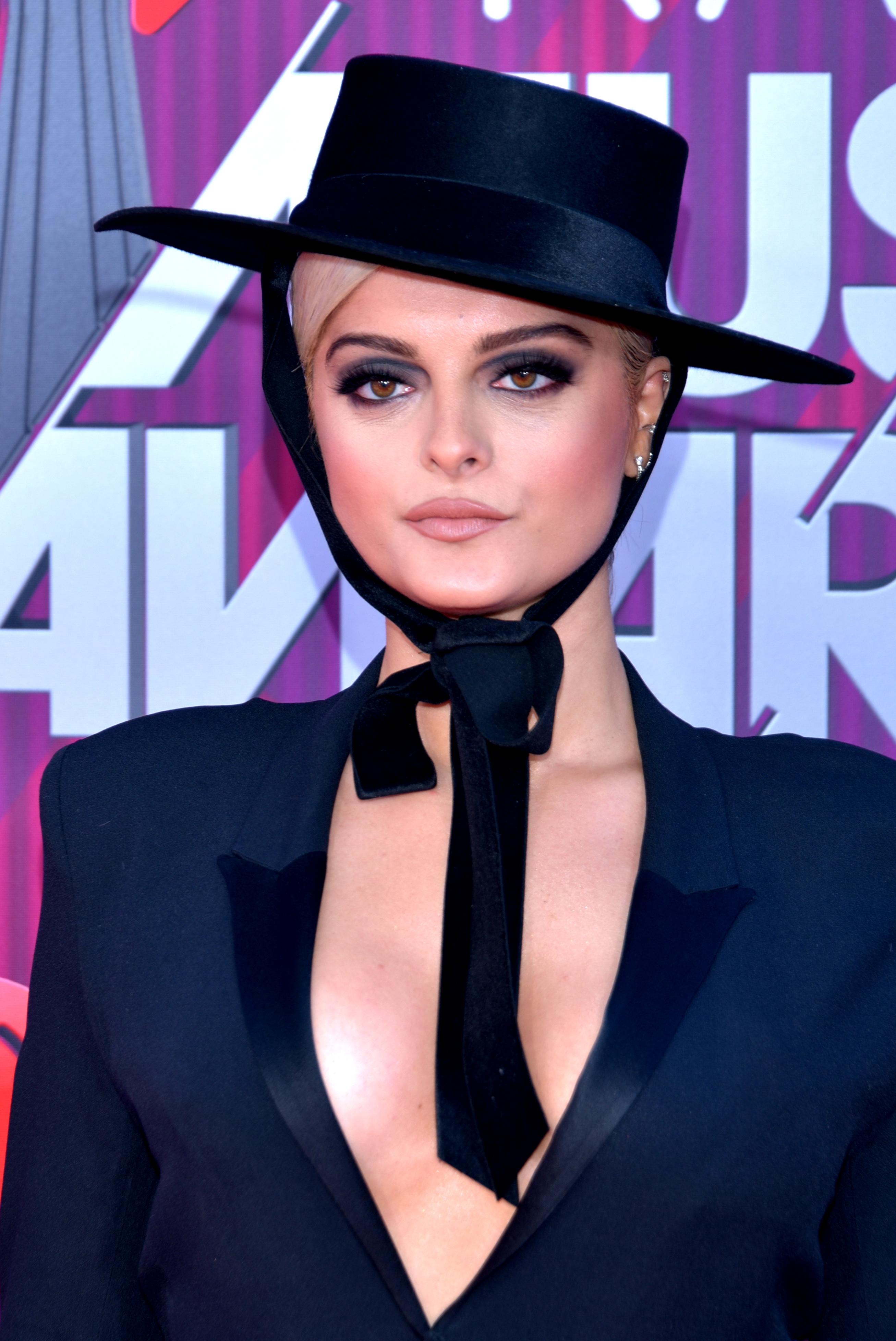
Bebe Rexha (* 1989)

- Rexha, Fitnete (1936–2003), albanische Volksmusikerin
- Rexhausen, Felix (1932–1992), deutscher Journalist, Autor und Satiriker
- Rexhausen, Hermann (1876–1923), deutscher Unternehmer im Möbel- und Innenausbau, Freimaurer
- Rexhäuser, Lisa (* 1990), deutsche Skispringerin
- Rexhbeçaj, Elvis (* 1997), deutscher Fußballspieler
- Rexhepi, Argnesa (* 2000), kosovarische Fußballspielerin
- Rexhepi, Arlind (* 2003), albanisch-deutscher Fußballspieler
- Rexhepi, Bajram (1954–2017), kosovarischer Politiker
- Rexhepi, Dardan (* 1992), kosovarisch-schwedischer Fußballspieler
- Rexhepi, Viona (* 1996), albanische Fußballtorhüterin

### Rexi
- Rexilius, Günter (* 1943), deutscher Psychologe und Psychotherapeut
- Rexin, Alexander von (1821–1914), preußischer Gutsbesitzer und Politiker
- Rexin, Manfred (1935–2017), deutscher Reporter (RIAS) und Sachbuchautor
- Rexine, John E. (1929–1993), US-amerikanischer Klassischer Philologe, Byzantinist und Neogräzist
- Rexite, Seymour (1908–2002), polnisch-US-amerikanischer Schauspieler und Sänger, Präsident der Hebrew Actors’ Union
- Rexius, Johann Baptista († 1598), Humanist, Übersetzer

### Rexo
- Rexová, Alexandra (* 2005), slowakische Skirennläuferin

### Rexr
- Rexrodt von Fircks, Annette (1961–2024), deutsche Autorin, Dolmetscherin und Übersetzerin
- Rexrodt, Günter (1941–2004), deutscher Politiker (FDP), MdB
- Rexrodt, Wilhelm (1895–1969), deutscher Politiker (DDP, LDPD)
- Rexroth, Alan (* 1973), deutscher Filmemacher, Produzent und Regisseur
- Rexroth, Alfred (1899–1978), deutscher Unternehmer und Anthroposoph
- Rexroth, Dieter (1941–2024), deutscher Musikwissenschaftler und Dramaturg
- Rexroth, Frank (* 1960), deutscher HistorikerFrank Rexroth (* 1960)

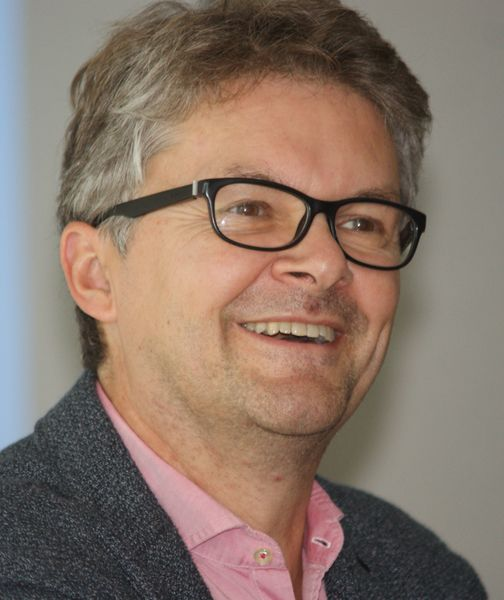
Frank Rexroth (* 1960)

- Rexroth, Kenneth (1905–1982), US-amerikanischer Dichter, Literaturkritiker und Vater der Beat Generation
- Rexroth, Matthias (* 1970), deutscher Countertenor, Gesangspädagoge und Dirigent

### Rexs
- Rexstrew, George (* 1997), britischer Schauspieler